# Pili (jonglerie)
Pour les articles homonymes, voir Pili.

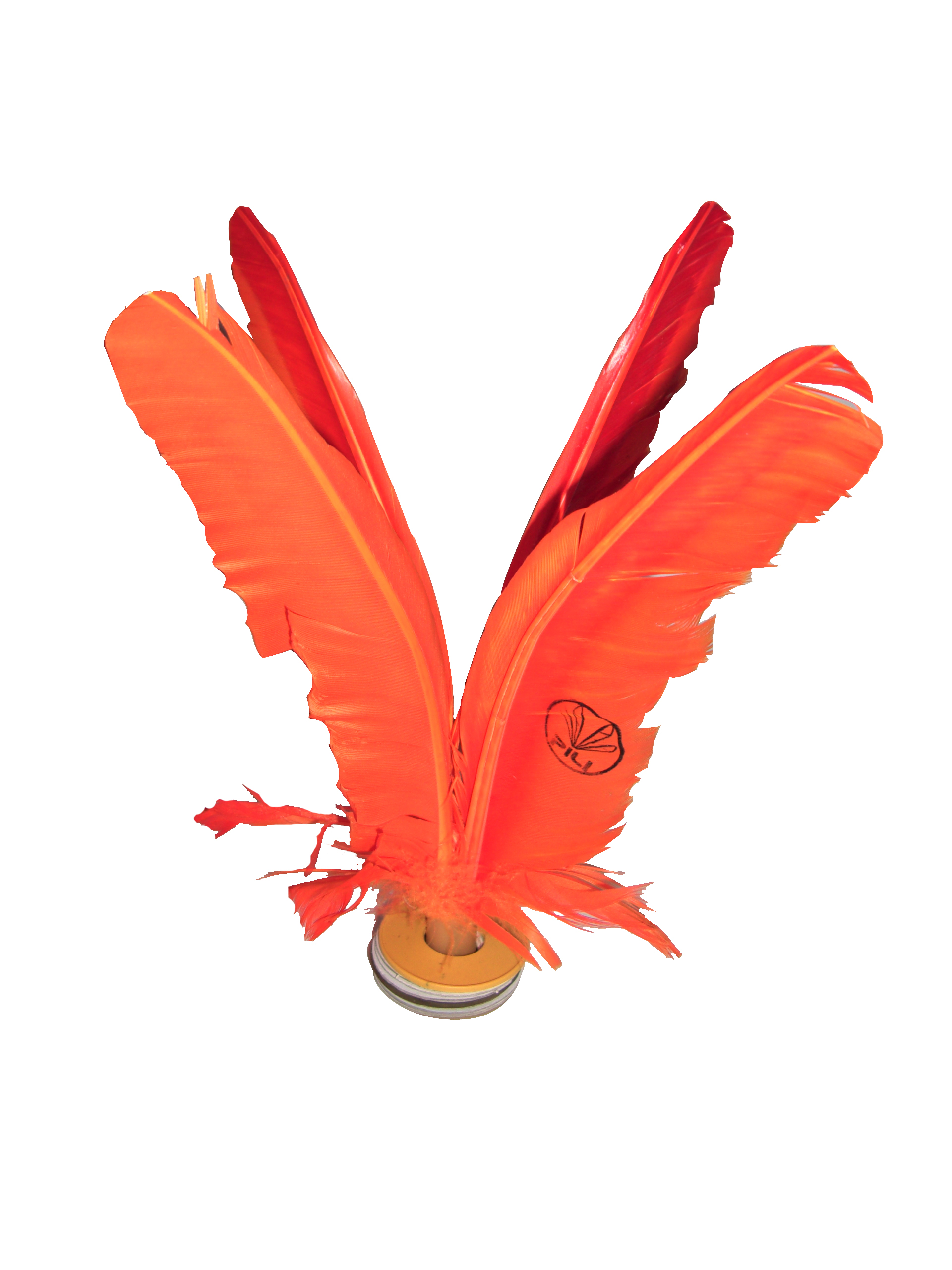
Un pili

Un pili est un instrument de jonglerie. C’est un volant composé d’une base en caoutchouc, de quatre plumes d’oie démontables et d’un ensemble de rondelles de lestage. Il est notamment utilisé dans la pratique du Da Cau. La pratique ressemble à celle du footbag où l’on jongle avec les pieds et un sac à grains.
En solo ou à plusieurs, toutes les parties du corps excepté les mains sont utilisées pour empêcher le pili de toucher le sol.
Plusieurs tests ont démontré qu’une session de Pili permet de brûler plus de calories qu’en courant sur un tapis, en jouant au football ou même en ramant[réf. nécessaire].

## Histoire
Les origines de ce jeu remontent au Ve siècle av. J.-C. en Chine sous le nom de jianzi, aujourd’hui disséminé en Asie et depuis peu en Europe et aux États-Unis.[réf. nécessaire]
La pratique du pili développe les réflexes, l’agilité et la concentration. Pour ces raisons, il est utilisé depuis des décennies en Chine[réf. nécessaire], par les plus jeunes pour l’éveil et pour les moins jeunes en tant qu’activité physique. Il est aussi intégré aux entraînements militaires.

## Matériel
D’une taille de 20 centimètres, le pili est formé de 4 plumes d’oie, ainsi que d’une base elle-même composée de caoutchouc, de rondelles de carton et d’aluminium recyclé, et d’une grosse rondelle optionnelle de métal, utilisée ou non selon le lestage désiré (en fonction des conditions climatiques et des préférences des joueurs).